# Fröauff
Fröauff war der Name einer der einflussreichsten Beamtenfamilien im Moseltal. Sie lebte seit dem 16. Jahrhundert in der kurkölnischen Enklave Zeltingen-Rachtig. Als Stammvater der Familie gilt der aus Sachsen stammende Petrus Fröauff. Im frühen 19. Jahrhundert starb die Familie aus.
Nachfahren der Familie sind unter anderem der Kirchenhistoriker Franz Xaver Kraus (1840–1901) sowie der Admiral Wilhelm Canaris (1887–1945).